# (3496) Ариесо
(3496) Ариесо (лат. Arieso) — быстро вращающийся астероид, относящийся к группе астероидов, пересекающих орбиту Марса — один оборот он совершает за 2 часа 52 минуты. Он был обнаружен 5 сентября 1977 года немецким астрономом Г.-Э. Шустером в обсерватории Ла-Силья и назван в честь Астрономического Рехен-Института и ESO.

Орбита астероида Ариесо и его положение в Солнечной системе